# КОНМЕБОЛ
КОНМЕБОЛ (исп. CONfederacion sudaMEricana de FutBOL; Южноамериканская конфедерация футбола или КОНфедерация южноаМЕриканского футБОЛа) — старейшая футбольная конфедерация в мире, управляющая футболом в Южной Америке. Иногда используется аббревиатура CSF.
Основана 9 июля 1916 года благодаря уругвайцу Эктору Гомесу, воплотившему свою мечту о централизации футбольных структур на континенте. Первыми членами стали Аргентина, Бразилия, Уругвай и Чили, им удалось провести первый турнир в Южной Америке, в Буэнос-Айресе, приуроченный к празднованию независимости Аргентины. Собственно, на том турнире и был организован КОНМЕБОЛ. Позже этот турнир получил название первого Кубка Америки, а в дальнейшем и большинство остальных стран материка присоединились к этой организации (Гайана, Суринам и Французская Гвиана являются членами КОНКАКАФ).
В настоящее время КОНМЕБОЛ входит в ФИФА и контролирует развитие футбола и организацию турниров в регионе. Штаб-квартира организации располагается в Луке, Парагвай (17 км на вост.-сев.-вост. от Асунсьона). Президентом является парагваец Алехандро Домингес.

## Турниры
Организация проводит три основных турнира. Два для клубных команд: Кубок Либертадорес — аналог Лиги чемпионов УЕФА, Южноамериканский кубок — аналог Лиги Европы и один для национальных сборных — Кубок Америки или Чемпионат Южной Америки.

### Существующие
| Соревнование                                                   | Год  | Чемпионы                 | Титулов | Второе место        | Следующее соревнование |
| -------------------------------------------------------------- | ---- | ------------------------ | ------- | ------------------- | ---------------------- |
| Кубок Америки по футболу                                       | 2024 | Аргентина                | 16      | Колумбия            | 2028                   |
| Суперкласико де лас Америкас                                   | 2019 | Аргентина                | 2       | Бразилия            | Неизвестно             |
| Предолимпийский турнир КОНМЕБОЛ                                | 2024 | Парагвай                 | 2       | Аргентина           | 2028                   |
| Чемпионат Южной Америки по футболу среди молодёжных команд     | 2025 | Бразилия                 | 13      | Аргентина           | 2027                   |
| Чемпионат Южной Америки по футболу (юноши до 17 лет)           | 2019 | Аргентина                | 4       | Чили                | 2023                   |
| Чемпионат Южной Америки по футболу (юноши до 15 лет)           | 2019 | Бразилия                 | 5       | Аргентина           | 2023                   |
| Кубок Америки по мини-футболу                                  | 2017 | Бразилия                 | 10      | Аргентина           | 2022                   |
| Кубок Америки по мини-футболу среди молодёжных команд          | 2018 | Бразилия                 | 7       | Аргентина           |                        |
| Кубок Америки по мини-футболу (юноши до 17 лет)                | 2018 | Бразилия                 | 2       | Аргентина           |                        |
| Чемпионат КОНМЕБОЛ по пляжному футболу                         | 2021 | Бразилия                 | 8       | Уругвай             | 2023                   |
| Кубок Америки по пляжному футболу среди молодёжных команд      | 2019 | Аргентина                | 1       | Бразилия            |                        |
| Южноамериканская лига пляжного футбола                         | 2018 | Бразилия                 | 2       | Парагвай            |                        |
| Кубок Либертадорес                                             | 2024 | Ботафого                 | 1       | Атлетико Минейро    | 2025                   |
| Южноамериканский кубок                                         | 2021 | Атлетико Паранаэнсе      | 2       | Ред Булл Брагантино | 2022                   |
| Рекопа Южной Америки                                           | 2021 | Дефенса и Хустисия       | 1       | Палмейрас           | 2022                   |
| Молодёжный Кубок Либертадорес                                  | 2020 | Индепендьенте дель Валье | 1       | Ривер Плейт         | 2022                   |
| Кубок Либертадорес по мини-футболу                             | 2021 | Сан-Лоренсо де Альмагро  | 1       | Карлус-Барбоза      | 2022                   |
| Кубок Либертадорес по пляжному футболу                         | 2019 | Васко да Гама            | 3       | Серро Портеньо      |                        |
| Кубок Америки по футболу среди женщин                          | 2018 | Бразилия                 | 7       | Чили                | 2022                   |
| Кубок Америки по футболу среди женщин (девушки до 20 лет)      | 2018 | Бразилия                 | 8       | Парагвай            | 2022                   |
| Кубок Америки по футболу среди женщин (девушки до 17 лет)      | 2018 | Бразилия                 | 3       | Колумбия            | 2022                   |
| Кубок Америки по мини-футболу среди женщин                     | 2019 | Бразилия                 | 6       | Аргентина           | 2021                   |
| Кубок Америки по мини-футболу среди женщин (девушки до 20 лет) | 2018 | Бразилия                 | 2       | Парагвай            |                        |
| Женский Кубок Либертадорес                                     | 2020 | Ферровиария (Араракуара) | 2       | Америка             | 2021                   |
| Женский Кубок Либертадорес по мини-футболу                     | 2019 | Сианорти                 | 2       | Индепендьенте       |                        |

### Упразднённые
| Соревнование                              | Год  | Чемпионы                | Титулов | Второе место |
| ----------------------------------------- | ---- | ----------------------- | ------- | ------------ |
| Суперкубок Либертадорес                   | 1997 | Ривер Плейт             | 1       | Сан-Паулу    |
| Кубок КОНМЕБОЛ                            | 1999 | Тальерес                | 1       | ССА Масейо   |
| Золотой Кубок                             | 1996 | Фламенго                | 1       | Сан-Паулу    |
| Кубок Меркосур                            | 2001 | Сан-Лоренсо де Альмагро | 1       | Фламенго     |
| Кубок Мерконорте                          | 2001 | Мильонариос             | 1       | Эмелек       |
| Кубок обладателей Суперкубка Либертадорес | 1994 | Крузейро                | 1       | Олимпия      |

## Члены КОНМЕБОЛ
| Страна    | Сборные | Федерация                          | Чемпионат                                                                    | Информация                           | Рейтинг ФИФА мужских сборных | Рейтинг ФИФА женских сборных | Участие в Чемпионатах мира среди мужских команд                                                                                           | Участие в Кубках Америки среди мужских команд | Участие в Чемпионатах мира среди женских команд      | Участие в Кубках Америки среди женских команд         |
| --------- | ------- | ---------------------------------- | ---------------------------------------------------------------------------- | ------------------------------------ | ---------------------------- | ---------------------------- | --- | --- | ---------------------------------------------------- | ----------------------------------------------------- |
| Аргентина | M / Ж   | Ассоциация футбола Аргентины       | Профессиональная футбольная лига / Первый дивизион А                         | создана в 1893, член КОНМЕБОЛ с 1916 | 1                            | 34                           | 18 · ( 1930, 1934, 1958, 1962, 1966, 1974, 1978, 1982, 1986, 1990, 1994, 1998, 2002, 2006, 2010, 2014, 2018, 2022)                        | 44 · ( 1916, 1917, 1919, 1920, 1921, 1921, 1923, 1924, 1925, 1926, 1927, 1929, 1935, 1937, 1941, 1942, 1945, 1946, 1947, 1955, 1956, 1957, 1959 (А), 1959 (Э), 1963, 1967, 1975, 1979, 1983, 1987, 1989, 1991, 1993, 1995, 1997, 1999, 2004, 2007, 2011, 2015, 2016, 2019, 2021)                         | 3 (2003, 2007, 2019)                                 | 8 · ( 1995, 1998, 2003, 2006, 2010, 2014, 2018, 2024) |
| Бразилия  | M / Ж   | Бразильская конфедерация футбола   | Серия A / Серия A                                                            | создана в 1914, член КОНМЕБОЛ с 1916 | 5                            | 7                            | 22 · (1930, 1934, 1938, 1950, 1954, 1958, 1962, 1966, 1970, 1974, 1978, 1982, 1986, 1990, 1994, 1998, 2002, 2006, 2010, 2014, 2018, 2022) | 37 · ( 1916, 1917, 1919, 1920, 1921, 1922, 1923, 1924, 1925, 1926, 1927, 1929, 1935, 1937, 1939, 1941, 1942, 1945, 1946, 1947, 1949, 1953, 1955, 1956, 1957, 1959 (А), 1959 (Э), 1963, 1967, 1975, 1979, 1983, 1987, 1989, 1991, 1993, 1995, 1997, 1999, 2001, 2004, 2007, 2011, 2015, 2016, 2019, 2021) | 8 · (1991, 1995, 1999, 2003, 2007, 2011, 2015, 2019) | 9 · ( 1991, 1995, 1998, 2003, 2006, 2010, 2014, 2018) |
| Боливия   | M / Ж   | Боливийская футбольная федерация   | Чемпионат Боливии по футболу / Чемпионат Боливии по футболу среди женщин     | создана в 1925, член КОНМЕБОЛ с 1926 | 77                           | 93                           | 3 (1930, 1950, 1994) | 28 · (1926, 1927, 1945, 1946, 1947, 1949, 1953, 1959 (А), 1963, 1967, 1975, 1979, 1983, 1987, 1989, 1991, 1993, 1995, 1997, 1999, 2001, 2004, 2007, 2011, 2015, 2016, 2019, 2021) |                                                      | 7 (1995, 1998, 2003, 2006, 2010, 2014, 2018)          |
| Венесуэла | M / Ж   | Венесуэльская футбольная федерация | Чемпионат Венесуэлы по футболу / Чемпионат Венесуэлы по футболу среди женщин | создана в 1926, член КОНМЕБОЛ с 1953 | 58                           | 52                           | | 19 (1967, 1975, 1979, 1983, 1987, 1989, 1991, 1993, 1995, 1997, 1999, 2001, 2004, 2007, 2011, 2015, 2016, 2019, 2021) |                                                      | 7 · ( 1991, 1998, 2003, 2006, 2010, 2014, 2018)       |
| Колумбия  | M / Ж   | Колумбийская федерация футбола     | Чемпионат Колумбии по футболу / Чемпионат Колумбии по футболу среди женщин   | создана в 1924, член КОНМЕБОЛ с 1936 | 19                           | 26                           | 6 (1962, 1990, 1994, 1998, 2014, 2018) | 23 · (1945, 1947, 1949, 1957, 1963, 1975, 1979, 1983, 1987, 1989, 1991, 1993, 1995, 1997, 1999, 2001, 2004, 2007, 2011, 2015, 2016, 2019, 2021) | 2 (2007, 2011)                                       | 6 · (1998, 2003, 2006, 2010, 2014, 2018)              |
| Парагвай  | M / Ж   | Парагвайская футбольная ассоциация | Чемпионат Парагвая по футболу / Чемпионат Парагвая по футболу среди женщин   | создана в 1906, член КОНМЕБОЛ с 1921 | 50                           | 50                           | 8 (1930, 1950, 1958, 1986, 1998, 2002, 2006, 2010)                                                                                        | 38 · (1921, 1922, 1923, 1924, 1925, 1926, 1929, 1937, 1939, 1942, 1946, 1947, 1949, 1953, 1955, 1956, 1959 (А), 1959 (Э), 1963, 1967, 1975, 1979, 1983, 1987, 1989, 1991, 1993, 1995, 1997, 1999, 2001, 2004, 2007, 2011, 2015, 2016, 2019, 2021)                                                        |                                                      | 6 (1998, 2003, 2006, 2010, 2014, 2018)                |
| Перу      | M / Ж   | Федерация перуанского футбола      | Чемпионат Перу по футболу / Женская лига                                     | создана в 1922, член КОНМЕБОЛ с 1925 | 22                           | 67                           | 5 (1930, 1970, 1978, 1982, 2018) | 33 · ( 1927, 1929, 1935, 1937, 1939, 1941, 1942, 1947, 1949, 1953, 1955, 1956, 1957, 1959 (А), 1963, 1975, 1979, 1983, 1987, 1989, 1991, 1993, 1995, 1997, 1999, 2001, 2004, 2007, 2011, 2015, 2016, 2019, 2021)                                                                                         |                                                      | 6 · ( 1998, 2003, 2006, 2010, 2014, 2018)             |
| Уругвай   | M / Ж   | Уругвайская футбольная ассоциация  | Чемпионат Уругвая по футболу / Чемпионат Уругвая по футболу среди женщин     | создана в 1900, член КОНМЕБОЛ с 1916 | 16                           | 71                           | 14 · ( 1930, 1938, 1950, 1962, 1966, 1970, 1974, 1986, 1990, 2002, 2010, 2014, 2018, 2022)                                                | 45 · ( 1916, 1917, 1919, 1920, 1921, 19221, 1923, 1924, 1926, 1927, 1929, 1935, 1937, 1939, 1941, 1942, 1945, 1946, 1947, 1949, 1953, 1955, 1956, 1957, 1959 (А), 1959 (Э), 1967, 1975, 1979, 1983, 1987, 1989, 1991, 1993, 1995, 1997, 1999, 2001, 2004, 2007, 2011, 2015, 2016, 2019, 2021)            |                                                      | 6 · (1998, 2003, 2006, 2010, 2014, 2018)              |
| Чили      | M / Ж   | Федерация футбола Чили             | Чемпионат Чили по футболу / Чемпионат Чили по футболу среди женщин           | создана в 1895, член КОНМЕБОЛ с 1916 | 26                           | 37                           | 9 · (1930, 1950, 1962, 1966, 1974, 1982, 1998, 2010, 2014)                                                                                | 40 · (1916, 1917, 1919, 1920, 1922, 1924, 1926, 1935, 1937, 1939, 1941, 1942, 1945, 1946, 1947, 1949, 1953, 1955, 1956, 1957, 1959 (А), 1967, 1975, 1979, 1983, 1987, 1989, 1991, 1993, 1995, 1997, 1999, 2001, 2004, 2007, 2011, 2015, 2016, 2019, 2021)                                                | 1 (2019)                                             | 8 · ( 1991, 1995, 1998, 2003, 2006, 2010, 2014, 2018) |
| Эквадор   | M / Ж   | Эквадорская федерация футбола      | Чемпионат Эквадора по футболу / Чемпионат Эквадора по футболу среди женщин   | создана в 1925, член КОНМЕБОЛ с 1927 | 44                           | 66                           | 4 (2002, 2006, 2014, 2022) | 29 (1939, 1941, 1942, 1945, 1947, 1949, 1953, 1955, 1957, 1959 (Э), 1963, 1975, 1979, 1983, 1987, 1989, 1991, 1993, 1995, 1997, 1999, 2001, 2004, 2007, 2011, 2015, 2016, 2019, 2021) | 1 (2015)                                             | 7 · (1995, 1998, 2003, 2006, 2010, 2014, 2018)        |

## Выступления на ЧМ
Список стран, проходивших квалификацию на чемпионаты мира по годам. Жирным шрифтом выделен чемпион. Сборная Венесуэлы является единственной сборной из всех, которой ни разу не удалось попасть на чемпионаты мира
- 1930(-) — Аргентина, Боливия, Бразилия, Чили, Парагвай, Перу, Уругвай
- 1934(Q) — Аргентина, Бразилия
- 1938(Q) — Бразилия
- 1950(Q) — Боливия, Бразилия, Чили, Парагвай, Уругвай
- 1954(Q) — Бразилия, Уругвай
- 1958(Q) — Аргентина, Бразилия, Парагвай
- 1962(Q) — Аргентина, Бразилия, Чили, Колумбия, Уругвай
- 1966(Q) — Аргентина, Бразилия, Чили, Уругвай
- 1970(Q) — Бразилия, Перу, Уругвай
- 1974(Q) — Аргентина, Бразилия, Чили, Уругвай
- 1978(Q) — Аргентина, Бразилия, Перу
- 1982(Q) — Аргентина, Бразилия, Чили, Перу
- 1986(Q) — Аргентина, Бразилия, Парагвай, Уругвай
- 1990(Q) — Аргентина, Бразилия, Колумбия, Уругвай
- 1994(Q) — Аргентина, Боливия, Бразилия, Колумбия
- 1998(Q) — Аргентина, Бразилия, Чили, Колумбия, Парагвай
- 2002(Q) — Аргентина, Бразилия, Эквадор, Парагвай, Уругвай
- 2006(Q) — Аргентина, Бразилия, Эквадор, Парагвай
- 2010(Q) — Аргентина, Бразилия, Парагвай, Чили, Уругвай
- 2014(Q) — Аргентина, Бразилия, Колумбия, Чили, Уругвай, Эквадор
- 2018(Q) — Аргентина, Бразилия, Колумбия, Перу, Уругвай
- 2022(Q) — Аргентина, Бразилия, Уругвай, Эквадор

Итого появлений
- 22 —  Бразилия
- 18 —  Аргентина
- 14 —  Уругвай
- 9 —  Чили
- 8 —  Парагвай
- 6 —  Колумбия
- 5 —  Перу
- 4 —  Эквадор
- 3 —  Боливия
- 0 —  Венесуэла

## Список президентов
Список президентов КОНМЕБОЛ:
|     | Фото                       | Имя                       | Страна            | Срок                             |
| --- | -------------------------- | ------------------------- | ----------------- | -------------------------------- |
| 1.  |                            | Эктор Ривадавия Гомес     | Уругвай           | 1916—1926                        |
| 2.  | Флаг Аргентины (1812—1985) | Луис Салеси               | Аргентина         | 1926—1939                        |
| 3.  | Флаг Чили                  | Луис Валенсуэла Эрмосилья | Чили              | 1939—1955                        |
| 4.  |                            | Карлос Диттборн Пинто     | Чили              | 1955—1957                        |
| 5.  | Флаг Бразилии (1889—1960)  | Жозе Рамос де Фрейтас     | Бразилия          | 1957—1959                        |
| 6.  | Флаг Уругвая               | Фермин Сорета             | Уругвай           | 1959—1961                        |
| 7.  | Флаг Аргентины (1812—1985) | Рауль Коломбо             | Аргентина         | 1961—1966                        |
| 8.  | Флаг Перу                  | Теофило Салинас Фульер    | Перу              | 1966—1986                        |
| 9.  |                            | Николас Леос              | Парагвай Колумбия | 1986—2013                        |
| 10. | Флаг Уругвая               | Эухенио Фигередо          | Уругвай           | 2013—2014                        |
| 11. |                            | Хуан Анхель Напоут        | Парагвай          | 8 августа 2014 — 11 декабря 2015 |
| 12. | Флаг Уругвая               | Вильмар Вальдес           | Уругвай           | 11 декабря 2015 — 26 января 2016 |
| 13. |                            | Алехандро Домингес        | Парагвай          | 26 января 2016 — н.в.            |